# Котіс II
Котіс II (Kotos? Kotisis; 66 — †132) — цар Боспору в 123—132 роках та Великий друг Римської імперії.

## Життєпис
Походив з династії Аспурга. Син Савромата I. Після смерті батька у 123 році успадкував владу. Неодноразово воював з гунськими та скіфськими полководцями за вплив на Боспорському півострові, війни — 101,103,112-133 рр. н. е. На початку його правління скіфи і таври обложили і взяли Феодосію, всі жителі якої були взяті в полон, а місто спалене. Котіс II воював зі скіфами і таврськими піратами, розорив їх фортеці і бази, багато були перебиті й захоплені в полон.
У 129 році боспорський цар спорудив арку на честь своїх перемог і справив тріумф на римський лад. Але західні області його царства, Феодосія і гавань Афінеон були порожні і занедбані до кінця правління Котіса II. Владу успадкував його син Реметалк.